# Muhammad Adil Shah Suri
 (mai 2025).
La mise en forme du texte ne suit pas les recommandations de Wikipédia : il faut le « wikifier ».
Les points d'amélioration suivants sont les cas les plus fréquents. Le détail des points à revoir est peut-être précisé sur la page de discussion.
- Les titres sont pré-formatés par le logiciel. Ils ne sont ni en capitales, ni en gras.
- Le texte ne doit pas être écrit en capitales (les noms de famille non plus), ni en gras, ni en italique, ni en « petit »…
- Le gras n'est utilisé que pour surligner le titre de l'article dans l'introduction, une seule fois.
- L'italique est rarement utilisé : mots en langue étrangère, titres d'œuvres, noms de bateaux, etc.
- Les citations ne sont pas en italique mais en corps de texte normal. Elles sont entourées par des guillemets français : « et ».
- Les listes à puces sont à éviter, des paragraphes rédigés étant largement préférés. Les tableaux sont à réserver à la présentation de données structurées (résultats, etc.).
- Les appels de note de bas de page (petits chiffres en exposant, introduits par l'outil «  Source ») sont à placer entre la fin de phrase et le point final[comme ça].
- Les liens internes (vers d'autres articles de Wikipédia) sont à choisir avec parcimonie. Créez des liens vers des articles approfondissant le sujet. Les termes génériques sans rapport avec le sujet sont à éviter, ainsi que les répétitions de liens vers un même terme.
- Les liens externes sont à placer uniquement dans une section « Liens externes », à la fin de l'article. Ces liens sont à choisir avec parcimonie suivant les règles définies. Si un lien sert de source à l'article, son insertion dans le texte est à faire par les notes de bas de page.
- La présentation des références doit suivre les conventions bibliographiques. Il est recommandé d'utiliser les modèles {{Ouvrage}}, {{Chapitre}}, {{Article}}, {{Lien web}} et/ou {{Bibliographie}}. Le mode d'édition visuel peut mettre en forme automatiquement les références.
- Insérer une infobox (cadre d'informations à droite) n'est pas obligatoire pour parachever la mise en page.

Pour une aide détaillée, merci de consulter Aide:Wikification.
Si vous pensez que ces points ont été résolus, vous pouvez retirer ce bandeau et améliorer la mise en forme d'un autre article.
Muhammad Adil Shah fut sultan de l'empire Sur de décembre 1554 jusqu'à sa défaite en janvier 1555. Il fut le dernier souverain Suri de l'empire unifié, après quoi celui-ci sombra dans la guerre civile.

## Jeunesse
Il était le fils de Nizam Khan, le frère cadet du sultan Sher Shah Suri. La sœur d'Adil, Bibi Bai, était mariée à Islam Shah Suri. Son vrai nom était Muhammad Mubariz Khan. Il fut responsable de l'assassinat de Firuz Shah Suri, le fils de douze ans d'Islam Shah Suri, en 1554. Il monta ensuite sur le trône, devenant le dernier sultan de l'empire unifié. Il nomma Hemu vizir.

## Biographie
Dil Shah (également connu sous le nom d'Adil Shah) tenta de rallier la noblesse et l'armée en leur octroyant d'importantes sommes d'argent et des titres. Cependant, son assassinat du souverain légitime eut de graves conséquences et marqua le début de la fin de la dynastie Sur. Malgré sa faiblesse et son inefficacité, il nomma un ministre très compétent, Hemu, un hindou issu d'un milieu modeste qui avait gravi les échelons sous le règne précédent, Islam Shah. Malgré les compétences d'Hemu, la faiblesse du leadership de Dil Shah permit l'éclatement de différentes parties de l'empire. Ibrahim Khan Sur, à la tête d'Agra, se rebella en vainquant l'armée envoyée contre lui et s'empara de Delhi. Au même moment, Ahmad Khan Sur, gouverneur de Lahore, déclara l'indépendance sous le titre de Sikandar Shah, et Muhammad Khan Sur, au Bengale, se révolta également sous le nom de Shams-ud-din Muhammad Shah Ghazi. L'empire autrefois unifié se divisa en quatre régions principales: Delhi et Agra sous Ibrahim Shah Suri, le Pendjab sous Sikandar Shah Suri, le Bengale sous Shams-ud-din Muhammad Shah, et la région allant d'Agra au Bihar sous Muhammad Adil Shah. Sikandar Shah Suri combattit Ibrahim près d'Agra en 1555 et remporta la victoire, s'emparant de Delhi et d'Agra. Alors que les conflits internes persistaient, Humayun saisit l'occasion de rentrer de Kaboul en novembre 1554. Ses forces s'emparèrent rapidement de régions importantes comme Lahore, Jalandhar et Sirhind. Ce faisant, les troupes mogholes, dirigées par les généraux d'Akbar, vainquirent leurs adversaires afghans et s'emparèrent de Delhi.
Pendant ce temps, les combats entre les dirigeants afghans ne cessaient pas. Hemu, premier ministre de Dil Shah, remporta deux batailles contre l'un des chefs rebelles près de Kalpi et Khanua, le forçant à se cacher dans le fort de Bayana. Plus tard, après la mort d'Humayun en janvier 1556 et l'accession au pouvoir du jeune Akbar, Himu avança avec une importante armée depuis Gwalior, s'emparant d'Agra après la fuite de son gouverneur, puis de Delhi après l'avoir vaincu.
Fort de ces victoires, Hemu se déclara indépendant sous le titre de Raja Vikramaditya et distribua généreusement des richesses à ses officiers pour s'assurer leur loyauté. Il se prépara à résister aux forces mogholes, et une importante bataille eut lieu le 5 novembre 1556 à Panipat. Bien que son armée fût plus nombreuse, une flèche atteignit Himu à l'œil et le fit perdre connaissance. Croyant leur chef mort, ses troupes perdirent courage et prirent la fuite. Himu fut capturé puis tué par les forces mogholes commandées par Akbar et son général Bairam Khan. Après cette bataille décisive, le pouvoir moghol fut fermement établi à Delhi et à Agra. 

## Au Pendjab
Au Pendjab, Sikandar Shah Suri combattit activement ses ennemis et vainquit Khizr Khvaja Khan près de Lahore à Chamiari. Lorsqu'Akbar et Bairam Khan attaquèrent son ennemi, il se réfugia au fort de Mankot et résista environ six mois, espérant qu'une diversion de la part d'Adil Shah, toujours aux commandes de Chunar, pourrait l'aider. Cependant, lorsqu'Adil Shah fut vaincu et tué par Khizr Khan Sur du Bengale en 1557, Sikandar perdit courage et se rendit. Il obtint un poste au Bihar, mais fut rapidement expulsé par Akbar et mourut au Bengale environ deux ans plus tard. Entre-temps, Ibrahim Shah Suri s'enfuit en Orissa, où il fut vaincu vers 1567-1568. La disparition de ces chefs rivaux mit fin aux troubles dans le nord de l'Inde, permettant à Akbar de rétablir un régime moghol solide.

## Sources
- Majumdar, R.C. (ed.) (2007). The Mughul Empire, Mumbai: Bharatiya Vidya Bhavan,  (ISBN 81-7276-407-1[à vérifier : ISBN invalide]), p. 94–6
- Sarkar, Jadunath (1970) [1960]. Military History of India. Orient Longmans. p. 66–69.  (ISBN 9780861251551).
- Jalali, Ali Ahmad (2021). Afghanistan: A Military History from the Ancient Empires to the Great Game. University Press of Kansas. p. 250–251.  (ISBN 9780700632633).
- Qanungo, Kalika Ranjan (1965). Sher Shah and His Times. Orient Longmans. p. 138–140.